# ألبرتو دا زارا
ألبرتو دا زارا (بالإيطالية: Alberto Da Zara)‏ هو عسكري إيطالي، ولد في 8 أبريل 1889 في بادوفا في إيطاليا، وتوفي في 4 يونيو 1951 في فودجا في إيطاليا.